# City Homicide
City Homicide (en español: Ciudad de Homicidio) es un drama policíaco australiano que comenzó sus transmisiones el 27 de agosto de 2007 y terminó sus transmisiones el 30 de marzo de 2011 por medio de la cadena Seven Network. 
La serie está ambientada en un piso de homicidios dentro del cuartel de la policía metropolitana de Melbourne.
City Homicide fue creado por John Huggison y John Banas, la serie ha contado con la participación de actores invitados como Georgie Parker, Martin Sacks, Kat Stewart, John Waters, Margot Robbie, Scott Major, Brian Vriends, Craig McLachlan, Jane Allsop, Marshall Napier, Ella Scott Lynch, Blair McDonough, Fletcher Humphrys, Madeleine West, Camille Keenan, Jeremy Lindsay Taylor, Lincoln Younes, Reef Ireland, Eliza Taylor-Cotter, Matylda Buczko, Carolyn Bock, Ben Anderson, Rachael Beck, Brett Climo, Sheona Urquhart, entre otros...
En el 2011 se anunció que la serie no regresaría para otra temporada y que la quinta sería su última, el último episodio saldrá al aire el 30 de marzo de 2011. Ese mismo año se creó una miniserie titulada "No Greater Honour", la cual saldrá al aire poco después del final de la serie y estará formada por seis episodios. En la miniserie aparecieron los actores Claire van der Boom, Marcus Graham, John Howard y Graeme Blundell.

## Historia
La serie está ambientada en un piso de homicidios dentro del cuartel de la policía metropolitana de Melbourne. El grupo está conformado tres oficiales superiores y por seis principales detectives, quienes no solo deben resolver los casos de asesinatos sino que deben lidiar con sus propios problemas personales.

## Personajes
| Actor             | Personaje             | Trabajo                   | Nº de episodios | Temporada   |
| ----------------- | --------------------- | ------------------------- | --------------- | ----------- |
| Noni Hazlehurst   | Bernice Waverly       | Comandante                | 84              | 2007 - 2011 |
| David Field       | Terry Jarvis          | Detective Superintendente | 59              | 2007 - 2011 |
| Shane Bourne      | Stanley Wolfe         | Detective Sargento Mayor  | 84              | 2007 - 2011 |
| Nadine Garner     | Jennifer Mapplethorpe | Detective Oficial Mayor   | 84              | 2007 - 2011 |
| Aaron Pedersen    | Duncan Freeman        | Detective Oficial Mayor   | 84              | 2007 - 2011 |
| Damien Richardson | Matt Ryan             | Detective Sargento        | 84              | 2007 - 2011 |
| Nadia Townsend    | Allie Kingston        | Detective Oficial Mayor   | 48              | 2009 - 2011 |
| John Adam         | Nick Buchannan        | Detective Oficial Mayor   | 44              | 2009 - 2011 |
| Ryan O'Kane       | Rhys Levitt           | Detective Oficial Mayor   | 21              | 2010 - 2011 |

### Personajes Recurrentes
| Actor            | Personaje                | Empleo          | Episodios | Duración    |
| ---------------- | ------------------------ | --------------- | --------- | ----------- |
| Georgie Walton   | Sue Blake                | Detective Mayor | -         | 2010 - 2011 |
| Luke Ryan        | Gideon Addison           | -               | 6         | 2010 - 2011 |
| Nick Jamieson    | Todd Crofft              | -               | 15        | 2009 - 2011 |
| Louise Crawford  | Karen Hatzic             | Sargento        | -         | 2007 - 2011 |
| Genevieve Morris | Rhonda "Ronnie" Lafferty | Doctora         | 21        | 2008 - 2011 |
| Fiona Corke      | Judith Welling           | -               | -         | 2007 - 2011 |

## Premios y nominaciones
| Año  | Categoría                                              | Premio             | Nominada (o)   | Resultado |
| ---- | ------------------------------------------------------ | ------------------ | -------------- | --------- |
| 2011 | Male Actor of the Year                                 | Deadly Award       | Aaron Pedersen | Ganó      |
| 2011 | Television Serie (por el episodio "Last man Standing") | AWGIE Award        | Mia Tolhurst   | Nominada  |
| 2008 | Most Popular Australian Drama                          | Logie Award        | City Homicide  | Nominado  |
| 2008 | Most Outstanding Drama Series, Miniseries or Telemovie | Silver Logie Award | City Homicide  | Nominado  |

## Producción
La serie fue creada por John Banas, quien ha trabajado como escritor para series como All Saints, Stingers, Water Rats y Blue Heelers y por John Hugginson quien anteriormente trabajó en series como Water Rats, Murder Call y Blue Heelers. La serie es distribuida al extranjero por Southern Star Group.
La mayor parte de las escenas de City Homicide son filmadas dentro de los estudios de Seven's South Melbourne, otras son filmadas en varios lugares de Melbourne como Flinders Street Station y las tranvías de la ciudad.